# Otto Jensen
Otto Thomas Jensen (1 de janeiro de 1893 — 25 de dezembro de 1972) foi um ciclista dinamarquês que representou o seu país nos Jogos Olímpicos de 1912, em Estocolmo, onde terminou em oitavo competindo na estrada por equipes. Ele também competiu no individual, mas não conseguiu completar a prova.